# AK-12
Das AK-12 (russisch Автомат Калашникова образца 2012 года, zu deutsch etwa Automat Kalaschnikow Modell 2012) ist ein modernes russisches Sturmgewehr mit hoher Modularität im Kaliber 5,45 × 39 mm. Die Prototypen des Gewehres basierten auf einem modernisierten Verschlusssystem und einem neu entwickelten Gehäuse, das dem der AEK-971 ähnelte. Die aktuelle Version des AK-12 basiert jedoch aus Kostengründen wieder auf dem Gehäuse des AK-74. Das AK-12 wird vom Konzern Kalaschnikow produziert und soll das AK-74M bei den russischen Streitkräften als Infanteriegewehr ersetzen. Entwickelt wurde das Gewehr noch vom Konstruktionsbüro Kalaschnikow, das eng mit dem Rüstungsbetrieb Ischmasch zusammenarbeitete, bevor es zum Konzern Kalaschnikow zusammengefasst wurde. Bis Mitte 2021 wurden 100.000 Stück an die russischen Streitkräfte ausgeliefert.

## Entwicklung
Der Hersteller der AK-Gewehre geriet in den Jahren 2009 bis 2013 in wirtschaftliche Schwierigkeiten, da sich bereits eine große Anzahl an bereits produzierten Waffen aus der Zeit des Kalten Krieges im Umlauf befanden und auch die Länder des ehemaligen Ostblocks wie Bulgarien, Rumänien, Polen und Ungarn als eigenständig exportierende Länder auf den Plan traten. Zudem schlug der Versuch fehl, mit neuen Produkten wie der AK-100-Serie neue Märkte zu erschließen. Auch wurde ein eventueller Export von zivilen Waffen in die USA von der dortigen Politik blockiert. So konzentrierte man sich wieder auf das eigentliche Kerngeschäft und versuchte, eine Waffe für die Streitkräfte des eigenen Landes zu schaffen.
Ab dem Ende der 2000er-Jahre wurden dort die Forderungen vor allem von Spezialeinheiten nach einer modularen Waffe immer lauter, denn bedingt durch seine Konstruktion kann das AK-74M nur bedingt mit Zubehör ausgerüstet werden. Da der Lauf am unteren Teil des Gehäuses befestigt ist, müssen auch Optiken an dieser Baugruppe befestigt werden, wenn sie ihren Nullpunkt halten sollen. Aus diesem Grund müssen Optiken über die Seitenmontage am unteren Gehäuseteil befestigt werden. Dies stellt kein Problem dar, solange eine einzelne Optik montiert werden soll. Da jedoch mittlerweile kombinierte Zielsysteme wie Rotpunktvisier plus Visierlupe oder Springvisierungen im Westen Standard geworden waren, wurde eine lange Schiene auf dem Gehäuserücken gefordert. Da es sich beim oberen Waffengehäuse bei der AK-74M allerdings lediglich um einen Deckel handelt, können auf diesem ohne Weiteres keine Optiken angebracht werden. Das AK-200 (2010) wurde der Öffentlichkeit ab 2010 in verschiedenen Stadien der Entwicklung vorgestellt. Meist handelte es sich um eine direkte Weiterentwicklung des AK-74M mit einer neuen verstellbaren Schulterstütze, einem Handschutz mit vier 1913-MIL-STD-Zubehörschienen, einem Sturmgriff, der auch als Zweibein fungieren konnte und einer speziellen Arretierung des Gehäusedeckels, der nun eine 1930-STD-Schiene für Optiken erhalten hatte. Auch wurde ein vierreihiges „Quadmag“ mit 60 Schuss Kapazität zusammen mit der Waffe präsentiert.
Vom stellvertretenden russischen Ministerpräsidenten Dmitri Rogosin wurde im November 2012 vorgeschlagen, die Ischmasch mit dem benachbarten Waffenproduzenten Ischmech zusammenzulegen. Die Restrukturierung soll unter der Kontrolle der Staats-Holding Rostechnologii vollzogen werden. Mit dem organisatorischen Neubeginn ging die Entwicklung einer neuen Waffenfamilie einher.
Ab 2012 wurden der Öffentlichkeit immer wieder verschiedene Modelle mit den Namen AK-12 präsentiert. Diese gingen vom Konzept her beinahe nahtlos aus dem AK-200 hervor und sollten das Kalaschnikow-System vor allem in Sachen Modularität und Rückstoßkontrolle auf den neuesten Stand bringen. Diese verschiedenen Modelle werden von der Fachliteratur immer wieder anders bezeichnet.

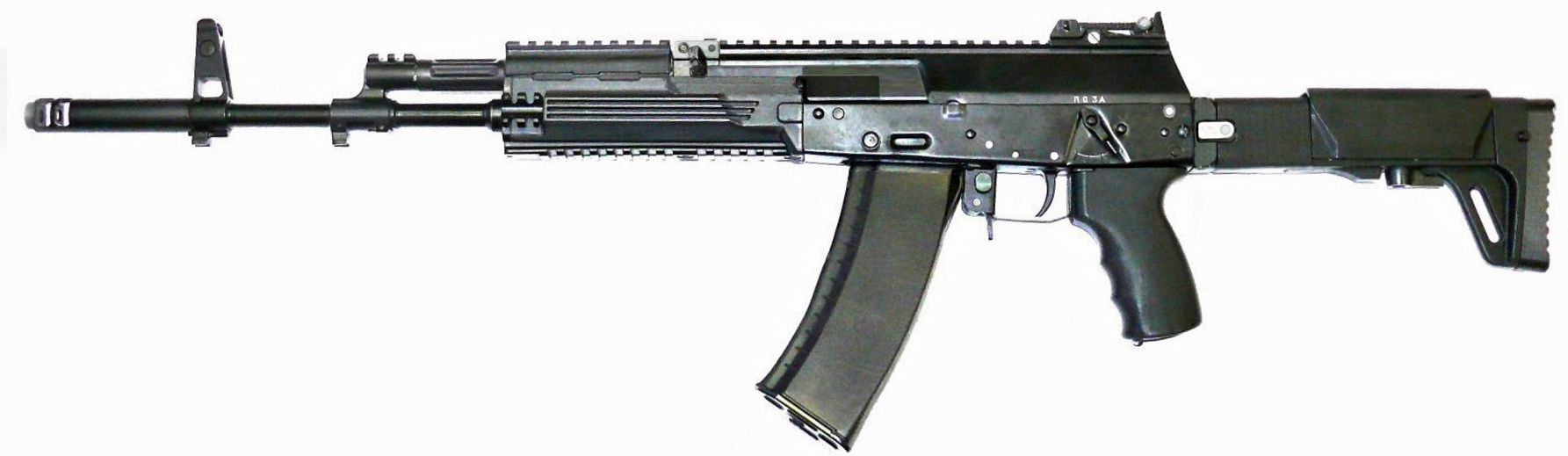
AK-12-Prototyp von 2012
mit eckigem, glatten Gehäuse

AK-12 (2012) Das erste vorgestellte Modell hatte ein komplett neues kantiges glattes Waffengehäuse und bot neben einer beinahe durchgehenden Schiene auf dem Gehäuse eine verstellbare Schulterstütze, einen beidseitig bedienbaren Verschlussspannhebel und einen mit dem Daumen auf der rechten Seite zu erreichenden Feuerwahlhebel. Das Modell hat eine Mündungsbremse mit zwei Kammern und einen Kornträger am Laufende. Die Kimme sitzt auf der Railschiene am hinteren Ende des Gehäuses, wodurch sich die Visierlänge deutlich erhöht. Das Modell 2012 verfügte über einen 3-Schuss-Burst-Modus. Kurioserweise bot das Modell nicht nur Railschienen an Handschutz und Gehäuse, sondern auch auf dem Gasblock.
Ak-12 (2014) Zwei Jahre später wurde ein Modell mit leichten Änderungen im Design vorgestellt. Die kuriose Railschiene auf dem Gasblock verschwand und das glatte Gehäuse wies nun Verstärkungsrippen auf. Der 3-Schuss-Feuerstoß entfiel, dafür wurde die 1913-STD-Zubehörschiene auf dem Gehäuserücken komplett durchgängig.
AK-12 (2015) Ein Jahr darauf wurde das AK-12 noch einmal stark überarbeitet. So ähnelt das Gehäuse nun stark dem des AEK-971 und es kommt ein kombinierter Kornträgergasblock zum Einsatz. Die Mündungsbremse hat nun eine Kammer. Gut zu erkennen ist das Modell an den roten Markierungen für den Feuermodus.
AK-12 (AK-400) Die aktuelle Version des AK-12 basiert aus Kostengründen wieder stark auf dem AK-74M und verwendet wieder dessen Gehäuse und Verschluss. Verschluss und Feuerwahlhebel sind nicht mehr beidseitig bedienbar. Übernommen wurden allerdings der arretierbare Deckel mit der 1930-STD-Zubehörschiene, der kombinierte Kornträgergasblock und die Mündungsbremse, welche den Rückstoß reduziert. Neu dazu gekommen sind eine klapp- und verstellbare Schulterstütze nach westlichem M4-Standard und ein verstellbares Gassystem für die einfachere Verwendung von Schalldämpfern. Das Modell hat eine Feuergeschwindigkeit von 700 Schuss je Minute. Dieses aktuelle Stadium wird oft als AK-400-Serie bezeichnet und so von den vorherigen Prototypen abgegrenzt, die als AK-200-Serie bezeichnet werden. Im Januar 2018 wurde die aktuelle Form des AK-12 (AK-400) bei den russischen Streitkräften offiziell mit dem GRAU-Index 6P70 eingeführt, wobei Spezialeinheiten bei der Umstellung als erstes berücksichtigt werden sollten.
AK-15 Weitgehend identisch mit dem aktuellen AK-12, jedoch eingerichtet im Kaliber 7,62 × 39 mm. Damit kommt die Waffe der Forderung nach einer mit dem neuen AK-12 kompatiblen Waffe nach, die das alte Kaliber verwendet. Vor allem Spezialeinheiten schätzen die höhere Mannstoppwirkung und die bessere Schalldämpfbarkeit von 7,62 × 39 mm. GRAU-Index 6P71.
AK-12k Kurze Version des AK-12 mit einer Lauflänge vergleichbar mit der der AK-105. Die Waffe verwendet Patronen 5,45 × 39 mm M74 und hat eine eigene Mündungsbremse.
AK-15k Kurze Version des AK-15 mit einer Lauflänge vergleichbar mit der der AK-105. Die Waffe verwendet Patronen 7,62 × 39 mm M43 und hat eine eigene Mündungsbremse.
RPK-16 ist ein leichtes Maschinengewehr in der Form des AK-12. Es ist weitgehend mit dem AK-12 (AK-400) identisch, verfügt jedoch über einen schweren Lauf, eine massivere Schulterstütze und wird mit einem 96-Schuss-Trommel-Magazin angeboten. Die Feuergeschwindigkeit beträgt 800 Schuss pro Minute.

## Konstruktion
Das AK-12 ist eine Weiterentwicklung des AK-74. Lademechanismus und Verschluss wurden weitgehend beibehalten. Der Mechanismus wurde dahingehend optimiert, dass die Waffe ruhiger liegt und kleinere Streukreise ermöglicht. Die Kimme wanderte vom Laufansatz nach hinten auf den Gehäusedeckel. Der Deckel wurde dafür massiver ausgeführt. Durch die längere Visierlinie wird die Zielauffassung etwas präziser gestaltet. Der Schaft kann sowohl abgeklappt als auch teleskopartig verlängert werden.

## Flexibilität
Um möglichst vielen Erfordernissen des militärischen und polizeilichen Einsatzes gerecht zu werden, ist das AK-12 modular erweiterbar. Grundsätzlich sind die Magazine des älteren Vorgängermodells verwendbar, ebenso wie die größeren Magazine des leichten Maschinengewehres RPK-74. Auch Unterlaufgranatwerfer des Typs GP-30 können weiter genutzt werden. Für die Montage von Optiken und Zusatzgeräte wurden Picatinny-Schienen nach STANAG 2324 am Gehäusedeckel und am Vorderschaft integriert.